# ماريو دي لا كويفا
ماريو دي لا كويفا (بالإسبانية: Mario de la Cueva)‏ هو أستاذ جامعي ومحامي وفيلسوف مكسيكي، ولد في 11 يوليو 1901 في مدينة مكسيكو في المكسيك، وتوفي بنفس المكان في 6 مارس 1981.